# La Flotte
La Flotte – miejscowość i gmina we Francji, w regionie Nowa Akwitania, w departamencie Charente-Maritime.
Według danych na rok 1990 gminę zamieszkiwały 2452 osoby, a gęstość zaludnienia wynosiła 199 osób/km² (wśród 1467 gmin regionu Poitou-Charentes La Flotte plasuje się na 106. miejscu pod względem liczby ludności, natomiast pod względem powierzchni na miejscu 710.).